# Bauhinia decandra
Bauhinia decandra är en ärtväxtart som beskrevs av Du Puy och Raymond Rabevohitra. Bauhinia decandra ingår i släktet Bauhinia och familjen ärtväxter. Inga underarter finns listade i Catalogue of Life.